# Михайлівська волость (Лебединський повіт)
Михайлівська волость — адміністративно-територіальна одиниця Лебединського повіту Харківської губернії.
Найбільші поселення волості станом на 1914 рік:
- село Михайлівка — 3517 мешканців;
- село Грунь — 1561 мешканець.

Старшиною волості був Медвідь Георгій Ісаакович, волосним писарем — Гончаренко Степан Кирилович, головою волосного суду — Ровенський Іван Тимофійович.